# Дейч, Яков Абрамович
Я́ков Абра́мович Дейч (1898, Санкт-Петербург — 27 сентября 1938, Москва) — деятель советских разведывательных служб, комиссар государственной безопасности 3-го ранга. Член ЦИК СССР 7 созыва. Входил в состав особой тройки УНКВД СССР. Умер во время следствия. Не реабилитирован.

## Биография
Родился в еврейской семье служащего коммерческих фирм (отец был совладельцем гильзовой мастерской в 1909—1913 гг.). Окончил 8 классов гимназии в Петрограде. Работал конторским служащим.

### Карьера
Состоял в РСДРП(б) с ноября 1917 г.
В РККА : начальник пересыльной части военкомата Астраханской губ. 02.—08.1918 г.; начальник мобилизационного отдела Калмыцкого краевого военкомата, Астрахань 08.1918—01.1919 гг.; начальник отд-я бюро снабжения 10 армии 01.—04.1919 г.; помощник командира 10-й Отдельной рабочей дружины 04.—06.1919 г.; военком 10-й Отдельной рабочей дружины 06.—11.1919 г.; полевой контролер Управления снабжения СКВО 01.—05.1920 г. Помощник начальника милиции III-го участка Казанской части.
В органах ВЧК-ГПУ-НКВД с 1920 года: следователь особого отдела ВЧК Кавказского фронта (05.—11.1920 г.);, уполномоченный Полномочного представительства ВЧК на Кавказе, г. Ростов (11.1920—05.1921 гг.); с 1921 года в органах ГПУ Северного Кавказа: помощник начальника секретно-оперативной части, начальник общеадминистративной, секретно-оперативной части Горской губернской ЧК — Горского губернского отдела (05.1921- 10.1922 гг.); начальник Грозненского губернского отдела (10.1922—03.1923 гг.); помощник начальника восточного отдела Полномочного представительства по Юго-Востоку (03.1923—04.1924 гг.); ; начальник Чечено-Грозненского областного отдела (24.04.1924—06.1925 гг.); ; начальник информационно-регистрационного отдела Полномочного представительства ОГПУ по Северо-Кавказскому краю (28.10.1925—20.02.1929 гг.); начальник экономического отдела ПП ОГПУ по Северо-Кавказскому краю (20.02.1929—21.03.1931 гг.); помощник начальника секретно-оперативного управления ПП ОГПУ по Северо-Кавказскому краю (03.1930—21.03.1931 гг.); заместитель полпреда ОГПУ по Северо-Кавказскому краю, начальник СОУ (21.03.—12.11.1931 гг.).
Затем в органах ОГПУ Московской обл. : начальник секретно-оперативного управления Полномочного представительства ОГПУ по Московской области (12.11.1931—20.03.1932 гг.); 2-й заместитель полномочного представителя ОГПУ при СНК СССР по Московской обл. (20.04.1932—08.04.1933 гг.); 1-й заместитель полномочного представителя ОГПУ по Мо- начальника УНКВД по Московской обл.(08.04.1933—09.02.1935 гг.).
Затем начальник Управления НКВД по Калининской области (09.02.1935—28.03.1936 гг.).
В марте 1936 г. переведён в центральный аппарат ГУГБ НКВД СССР : с 28 марта по 28 ноября 1936 г. оперативный секретарь наркома НКВД СССР; начальник Секретариата НКВД СССР (28.11.1936—16.08.1937). В этой должности участвовал в «следствии» по ряду «дел», в частности арестованного в мае 1937 г. известного советского разведчика корпусного комиссара А. Х. Артузова, расстрелянного в «особом порядке» в августе того же года.
С августа 1937 года снова на Северном Кавказе : начальник УНКВД Азово-Черноморского края (16.08.—29.09.1937 г.); начальник УНКВД Ростовской обл. (29.09.1937—31.01.1938 гг.). Этот период отмечен вхождением в состав особой тройки УНКВД, созданной по приказу НКВД СССР от 30.07.1937 № 00447, и активным участием в массовых репрессиях. 31 января 1938 г. отозван в распоряжение НКВД СССР.

### Смерть
Арестован 29 марта 1938 года. Умер в тюрьме (предположительно от пыток) 27 сентября 1938 года. Предположительное место захоронения — могила невостребованных прахов № 1 крематория Донского кладбища. Не реабилитирован.

## Награды
орден Красного Знамени (19.02.1926) (лишён посмертно Указом Президиума ВС СССР от 19.02.1940 г.);
орден Красного Знамени (03.04.1930);(лишён посмертно Указом Президиума ВС СССР от 19.02.1940 г.);
знак «Почётный работник ВЧК—ГПУ (V)» № 230;
знак «Почётный работник ВЧК—ГПУ (XV)» (20.12.1932).